# نرم افزار مدیریت شبکه
نرم‌افزار مدیریت شبکه، مجموعه ای از ابزارهای نرم‌افزاری است که برای پیکربندی، شناسایی، نظارت و نگهداری شبکه‌های کامپیوتری استفاده می شود.

### تعریف
با گسترش شبکه جهانی وب ، اینترنت و پیچیده تر شدن آن ها انجام امور مدیریتی به صورت دستی دشوار و به مرور غیرممکن شده است. برای مقابله با این چالش، نرم‌افزارهایی طراحی شده اند که با خودکارسازی بسیاری از فرآیندهای مدیریتی ، بار کاری مدیران شبکه را کاهش می دهند.
نرم‌افزار مدیریت شبکه اطلاعات موردنیاز را از طریق پروتکل هایی مانند SNMP ، ICMP ، CDP و سایر موارد از دستگاه‌های شبکه (که به آن ها گره یا Node گفته می شود ) گردآوری کرده ودر قالبی ساده و قابل درک در اختیار مدیران شبکه قرار می دهد. این اطلاعات به شناسایی مشکلاتی چون اختلال‌های شبکه، کاهش عملکرد، ناسازگاری های شبکه با سیاست ها و مقررات و نظیر آن ها کمک می‌کند. برخی از این نرم‌افزارها حتی توانایی شناسایی و اصلاح خودکار مشکلات را دارند. این نرم افزارها همچنین می توانند در انجام وظایف مرتبط با راه اندازی شبکه‌های جدید، مانند نصب و پیکربندی گره‌های جدید شبکه و ...، کمک کنند. علاوه بر این، در نگهداری شبکه‌های موجود نیز نقش دارند؛ برای مثال، می‌توانند در به‌روزرسانی نرم‌افزار دستگاه‌های شبکه یا ایجاد شبکه‌های مجازی جدید مورد استفاده قرار گیرند.

### عملکردها و قابلیت ها
تأمین شبکه : این قابلیت امکان راه‌اندازی و پیکربندی خودکار دستگاه‌های جدید را فراهم می‌کند. همچنین استفاده از فرایند خودکار در این مرحله، هزینه‌ها را کاهش داده و از بروز خطاهای انسانی جلوگیری می‌کند.
نگاشت یا کشف: شناسایی ویژگی‌های شبکه هدف  از جمله گره‌های موجود ، نحوه اتصال گره‌ها به یکدیگر، مشخصات سخت افزاری یا عملکردی و مواردی از این دست.
نظارت : این قابلیت به نرم افزار اجازه می دهد وضعیت شبکه را به طور مداوم پایش کرده و در صورت بروز مشکل، راهکارهایی برای بهبود آن پیشنهاد کند.   این فرآیند ممکن است به صورت بررسی دوره ای دستگاه ها یا دریافت هشدار از سوی آن ها انجام شود. یکی از روش های رایج برای ارسال اطلاعات  ، استفاده از SNMP Trap می باشد. نظارت شبکه می‌تواند خطاها و مشکلاتی مانند گره‌های از کار افتاده و خراب یا نادرست پیکربندی شده، تنگناهای عملکردی، عوامل مخرب، نفوذهای امنیتی و ... را شناسایی کند.
مدیریت پیکربندی :بررسی و ثبت تغییرات پیکربندی دستگاه‌ها برای اطمینان از تطابق آن‌ها با تنظیمات مطلوب و جلوگیری از انحراف‌های ناخواسته.
انطباق با مقررات : بررسی میزان هماهنگی تنظیمات شبکه با استانداردها و قوانین.
کنترل تغییر : این قابلیت تضمین می کند که تغییرات اعمال شده در شبکه به صورت کنترل‌شده و هماهنگ اعمال می‌شوند. کنترل تغییر می‌تواند امکان ثبت مسیرهای حسابرسی را فعال کند که در هنگام انجام تحقیقات پزشکی قانونی پس از نفوذ به شبکه مفید خواهد بود.
مدیریت دارایی‌های نرم‌افزار : فهرستی از نرم‌افزارهای نصب‌شده روی گره‌های شبکه، همراه با جزئیاتی مانند نسخه و تاریخ نصب آن  ها ارائه می دهد و می تواند وظایفی مانند استقرار نرم‌افزار و مدیریت وصله‌ها را نیز انجام دهد.
امنیت سایبری : با تحلیل داده های جمع آوری شده از گره های شبکه خطرات و تهدیدهای امنیتی موجود در محیط فناوری اطلاعات (IT) را شناسایی کرده و پاسخ های موثری ارائه می دهد.  